# Parks (Luisiana)
Parks es una villa ubicada en la parroquia de St. Martin en el estado estadounidense de Luisiana. En el Censo de 2010 tenía una población de 653 habitantes y una densidad poblacional de 288,47 personas por km².

## Geografía
Parks se encuentra ubicada en las coordenadas 30°13′4″N 91°49′39″O / 30.21778, -91.82750. Según la Oficina del Censo de los Estados Unidos, Parks tiene una superficie total de 2.26 km², de la cual 2.16 km² corresponden a tierra firme y (4.58%) 0.1 km² es agua.

## Demografía
Según el censo de 2010, había 653 personas residiendo en Parks. La densidad de población era de 288,47 hab./km². De los 653 habitantes, Parks estaba compuesto por el 57.73% blancos, el 41.04% eran afroamericanos, el 0% eran amerindios, el 0% eran asiáticos, el 0% eran isleños del Pacífico, el 0% eran de otras razas y el 1.23% pertenecían a dos o más razas. Del total de la población el 1.07% eran hispanos o latinos de cualquier raza.